# 2019-es Formula–E Párizs nagydíj
A 2019-es Párizs nagydíjat április 27-én rendezték. Ez volt a 8. verseny a szezonban. A futamot Robin Frijns nyerte, aki a verseny után átvette a vezetést a bajnoki tabellán, miután az előle rajtoló két Nissan-pilóta műszaki hibák miatt a mezőny végére csúszott vissza. André Lotterer ezúttal is második lett, míg a harmadik helyen Daniel Abt végzett, aki 2. dobogós helyezését ünnepelhette a szezon során.

## Időmérő

### Előzmények
A verseny előtt biztosra vált, hogy a párizsi nagydíj helyszíne 2022-ig biztosítva van a versenynaptárban. Továbbá a Dragon bejelentette, hogy Felipe Nasr erre a hétvégére sem sem ül vissza az autóba, helyette továbbra is Maximilian Günther vezetett.
A végleges rajtrács:
| Helyezés | Rajtszám | Versenyző              | Csapat                    | Idő      | Különbség |
| -------- | -------- | ---------------------- | ------------------------- | -------- | --------- |
| 1        | 22       | Oliver Rowland         | Nissan e.dams             | 1:00,535 | +0,152    |
| 2        | 22       | Sébastien Buemi        | Nissan e.dams             | 1:00,768 | +0,385    |
| 3        | 4        | Robin Frijns           | Envision Virgin Racing    | 1:00,793 | +0,410    |
| 4        | 19       | Felipe Massa           | Venturi                   | 1:01,217 | +0,834    |
| 5        | 6        | Maximilian Günther     | Geox Dragon Racing        | 1:00,719 | –         |
| 6        | 36       | André Lotterer         | DS Techeetah              | 1:00.738 | +0.019    |
| 7        | 66       | Daniel Abt             | Audi Sport ABT Schaffler  | 1:00,739 | +0,020    |
| 8        | 11       | Lucas di Grassi        | Audi Sport ABT Schaffler  | 1:00,761 | +0,042    |
| 9        | 8        | Tom Dillmann           | NIO Formula E Team        | 1:00,784 | +0,065    |
| 10       | 48       | Edoardo Mortara        | Venturi                   | 1:00,801 | +0,082    |
| 11       | 16       | Oliver Turvey          | NIO Formula E Team        | 1:00,876 | +0,157    |
| 12       | 25       | Jean-Éric Vergne       | DS Techeetah              | 1:00,886 | +0,167    |
| 13       | 2        | Sam Bird               | Envision Virgin Racing    | 1:00,928 | +0,209    |
| 14       | 28       | António Félix da Costa | BMW i Andretti Motorsport | 1:00,952 | +0,233    |
| 15       | 3        | Alex Lynn              | Panasonic Jaguar Racing   | 1:01,012 | +0,293    |
| 16       | 27       | Alexander Sims         | BMW i Andretti Motorsport | 1:01,037 | +0,318    |
| 17       | 17       | Gary Paffett           | HWA Racelab               | 1:01,135 | +0,416    |
| 18       | 7        | José María López       | Geox Dragon Racing        | 1:07,494 | +6,775    |
| 19       | 20       | Mitch Evans            | Panasonic Jaguar Racing   | 1:01,243 | +0,524    |
| 20       | 5        | Stoffel Vandoorne      | HWA Racelab               | 1:01.471 | +0,752    |
| 21[1]    | 64       | Jérôme d’Ambrosio      | Mahindra Racing           | 1:01,307 | +0,924    |
| 22[1]    | 94       | Pascal Wehrlein        | Mahindra Racing           | 1:00,383 | –         |

Megjegyzések:
- ↑ 1:  - A két Mahindrát utólag kizárták az időmérőről, nem megfelelő guminyomás miatt.[4]

## Futam

### FanBoost
| # | Rajtszám | Versenyző              | Csapat                    |
| - | -------- | ---------------------- | ------------------------- |
| 1 | 28       | António Félix da Costa | BMW i Andretti Motorsport |
| 2 | 66       | Daniel Abt             | Audi Sport ABT Schaffler  |
| 3 | 23       | Sébastien Buemi        | Nissan e.dams             |
| 4 | 5        | Stoffel Vandoorne      | HWA Racelab               |
| 5 | 19       | Felipe Massa           | Venturi                   |

### Futam
A futam után kiderült, hogy a következő monacói versenyre több pilóta is büntetést kapott egyéb okok miatt.
| Helyezés | Rajtszám | Versenyző              | Csapat                    | Kör | Idő/Kiesés oka | Rajthely | Pont |
| -------- | -------- | ---------------------- | ------------------------- | --- | -------------- | -------- | ---- |
| 1[b]     | 4        | Robin Frijns           | Envision Virgin Racing    | 32  | 47:50,510      | 3        | 26   |
| 2        | 36       | André Lotterer         | DS Techeetah              | 32  | +1,373         | 6        | 18   |
| 3        | 66       | Daniel Abt             | Audi Sport ABT Schaffler  | 32  | +3,175         | 7        | 15   |
| 4        | 11       | Lucas di Grassi        | Audi Sport ABT Schaffler  | 32  | +3,666         | 8        | 12   |
| 5        | 6        | Maximilian Günther     | Geox Dragon Racing        | 32  | +5,456         | 5        | 10   |
| 6        | 25       | Jean-Éric Vergne       | DS Techeetah              | 32  | +6,694         | 12       | 8    |
| 7        | 28       | António Félix da Costa | BMW i Andretti Motorsport | 32  | +7,238         | 14       | 6    |
| 8        | 17       | Gary Paffett           | HWA Racelab               | 32  | +7,901         | 17       | 4    |
| 9        | 19       | Felipe Massa           | Venturi                   | 32  | +10,522        | 4        | 2    |
| 10       | 94       | Pascal Wehrlein        | Mahindra Racing           | 32  | +10.998        | 22       | 1    |
| 11       | 2        | Sam Bird               | Envision Virgin Racing    | 32  | +11,488        | 13       |      |
| 12[c]    | 22       | Oliver Rowland         | Nissan e.dams             | 32  | +19,451        | 1        | 3    |
| 13       | 7        | José María López       | Geox Dragon Racing        | 32  | +24,023        | 20       |      |
| 14       | 16       | Oliver Turvey          | NIO Formula E Team        | 32  | +1:22,226      | 11       |      |
| 15       | 23       | Sébastien Buemi        | Nissan e.dams             | 31  | +1 kör         | 2        |      |
| 16       | 20       | Mitch Evans            | Panasonic Jaguar Racing   | 31  | +1 kör         | 18       |      |
| 17[a]    | 64       | Jérôme d’Ambrosio      | Mahindra Racing           | 29  | +3 kör         | 21       |      |
| Ki       | 3        | Alex Lynn              | Panasonic Jaguar Racing   | 23  | Ütközés        | 15       |      |
| Ki       | 48       | Edoardo Mortara        | Venturi                   | 23  | Ütközés        | 10       |      |
| Ki       | 27       | Alexander Sims         | BMW i Andretti Motorsport | 18  | Ütközés        | 16       |      |
| Ki       | 5        | Stoffel Vandoorne      | HWA Racelab               | 18  | Kiállt         | 19       |      |
| Ki       | 8        | Tom Dillmann           | NIO Formula E Team        | 17  | Baleset        | 9        |      |

Megjegyzések:
- ↑ a:  - Jérôme d’Ambrosio 5 másodperces büntetést kapott a támadó mód nem megfelelő használatáért.
- ↑ b:  - +1 pont a leggyorsabb körért.
- ↑ c:  - +3 pont a pole-pozícióért.

## A világbajnokság állása a verseny után
(Teljes táblázat)
| H  | Versenyzők             | Pont | H  | Konstruktőrök             | Pont |
| -- | ---------------------- | ---- | -- | ------------------------- | ---- |
| 1. | Robin Frijns           | 81   | 1. | DS Techeetah              | 142  |
| 2. | André Lotterer         | 80   | 2. | Envision Virgin Racing    | 135  |
| 3. | António Félix da Costa | 70   | 3. | Audi Sport ABT Schaffler  | 129  |
| 4. | Lucas di Grassi        | 70   | 4. | Mahindra Racing           | 103  |
| 5. | Jérôme d’Ambrosio      | 65   | 5. | BMW i Andretti Motorsport | 88   |

- Jegyzet: Csak az első 5 helyezett van feltüntetve mindkét táblázatban.